# Аппенцелль (Аппенцелль-Іннерроден)
Аппенцелль (нім. Appenzell) — округ (громада) у Швейцарії в кантоні Аппенцелль-Іннерроден, що складається з частини міста Аппенцелль, а також населених пунктів Рінкенбах (нім. Rinkenbach), Кау (нім. Kau) і Майстерсрюте (нім. Meistersrüte)..

## Географія
Громада розташована на відстані близько 155 км на схід від Берна.
Аппенцелль має площу 16,9 км², з яких на 11,6 % дозволяється будівництво (житлове та будівництво доріг), 65,9 % використовуються в сільськогосподарських цілях, 21,6 % зайнято лісами, 1 % не є продуктивними (річки, льодовики або гори).

## Демографія
2019 року в громаді мешкало 5778 осіб (+1,2 % порівняно з 2010 роком), іноземців було 19,9 %. Густота населення становила 342 осіб/км².
За віковим діапазоном населення розподілялося таким чином: 18,2 % — особи молодші 20 років, 60,9 % — особи у віці 20—64 років, 20,8 % — особи у віці 65 років та старші. Було 2494 помешкань (у середньому 2,3 особи в помешканні).
Із загальної кількості 4733 працюючих 177 було зайнятих в первинному секторі, 1550 — в обробній промисловості, 3006 — в галузі послуг.